# Gecekondu (radioprogramma)
"Gecekondu" was een Vlaams komisch radioprogramma en hoorspel rond de avonturen van de fictieve inspecteur Gecekondu. Het werd gemaakt, gespeeld en gepresenteerd door Dimitri Leue en Koen De Bouw.
Het woord "gecekondu" is Turks en doelt op illegaal gebouwde krottenwijken nabij een grote stad.